# Bock & Hollender

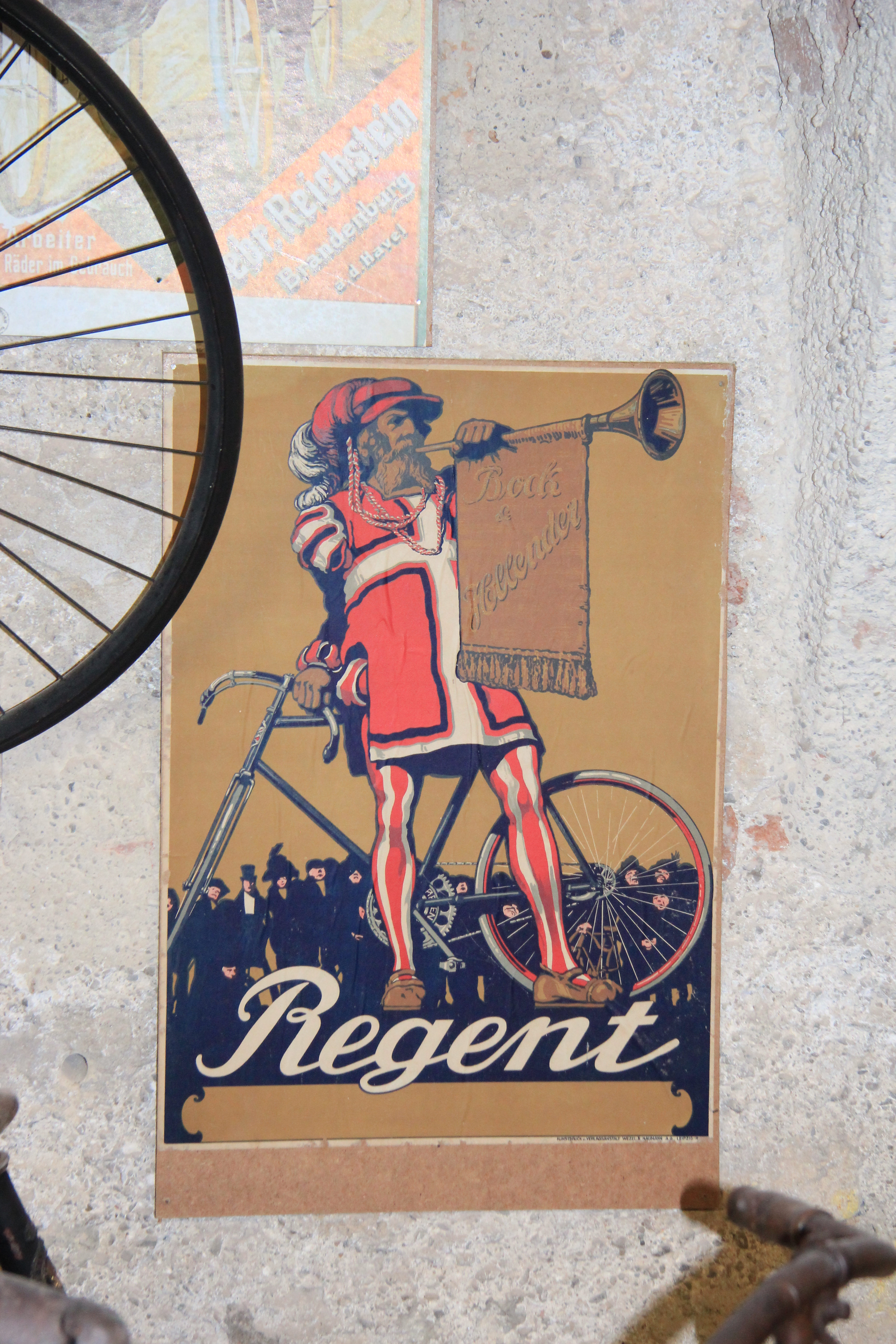

Bock & Hollender is een historisch Oostenrijks merk van auto's en motorfietsen.
De bedrijfsnaam was: Bock & Hollender, Wien.
Dit was een Oostenrijkse (feitelijk: Oostenrijk-Hongaarse) rijwielfabriek die al in 1898 gemotoriseerde vierwielige voertuigen maakte, later ook echte automobielen die als “Regent” verkocht werden.
De motorfietsen die van ca. 1905 tot 1911 gemaakt werden hadden meestal V-twin-blokken van 3½ en 6 pk. Na de overname door WAF (Wiener Automobil Fabrik) werd de productie van motorfietsen beëindigd.